# 復讐者に憐れみを
『復讐者に憐れみを』（ふくしゅうしゃにあわれみを、原題：복수는 나의 것）は、パク・チャヌク監督による2002年公開の韓国映画。同監督の『オールド・ボーイ』、『親切なクムジャさん』と合わせて「復讐三部作」と呼ばれている。

## ストーリー
聾唖の青年リュウ（シン・ハギュン）は姉の腎臓病の治療のため、工場の退職金をつぎ込んで闇で移植用の腎臓を求めようとするが、失敗。皮肉にもその直後、姉のドナーが見つかったという連絡を受ける。だが、手術の費用は闇組織に奪われ、既に彼の手元にはなかった。
仕方なくリュウは、同じ聾唖学校に通っていたユンミ（ペ・ドゥナ）と共に身代金誘拐を企てる。ターゲットは会社社長ドンジン（ソン・ガンホ）の幼い娘だった。
誘拐は成功し、二人はドンジンに身代金を要求する。別段危害を加えようとはしない二人に、幼い娘もそれなりに懐き、全てはうまくゆくかに見えた。しかし姉は、弟が彼女を救うため犯罪行為に手を染めたことを知り、悲嘆のあまり自殺してしまう。リュウは姉の遺体を河川敷に埋葬するが、一瞬目を放した隙に、少女は川で溺れてしまう。助けを求める彼女の声が聾唖であるリュウの耳に届くことはなく、少女はそのまま溺死してしまい、身代金を払った父親の元へと戻ることはなかった。
そして、娘を奪われた父親の復讐が始まる。

## キャスト
| 役名                   | 俳優           | 日本語吹替 |
| ---------------------- | -------------- | ---------- |
| ドンジン               | ソン・ガンホ   | 山路和弘   |
| リュウ                 | シン・ハギュン | 武藤正史   |
| ユンミ                 | ペ・ドゥナ     | 根谷美智子 |
| リュウの姉             | イム・ジウン   | 日野由利加 |
| ユソン                 | ハン・ボベ     | 大前茜     |
| 中華料理店配達員       | リュ・スンワン | 奈良徹     |
| 川辺の青年             | リュ・スンボム | 赤城進     |
| チェ班長               | イ・デヨン     | 谷昌樹     |
| ペン技師               | キ・ジュボン   |            |
| 社長                   | キム・セドン   |            |
| 違法臓器取引組織のボス | イ・ユンミ     |            |
| チ刑事                 | チ・デハン     | 乃村健次   |
| ホ刑事                 | ホ・ジョンス   |            |
| 本人役                 | イ・グミ       |            |

- その他声の出演：斉藤次郎、佐藤しのぶ、宝亀克寿、石住昭彦、竹口安芸子、土屋利秀、三ツ木勇気、恒松あゆみ、泉裕子、根津貴行
- 日本語版制作スタッフ：演出：高橋剛、翻訳：春山陽子、制作：プロセンスタジオ
  - リュウと川辺の青年は、それぞれ聴覚障碍者と脳性麻痺の設定であり、劇中に明確なセリフなく、吹替を担当した武藤、赤城は細かい息づかいや唸り声を吹き替えている。

## 影響
- 本映画のワンシーンに、日本の漫画家いがらしみきおの漫画『ぼのぼの』が登場する場面があるが、これは監督のパク・チャヌクがいがらしのファンであり、ぼのぼのの大ファンでもあることから取り入れたものである[2]。